# Csér
Csér ist eine ungarische Gemeinde im Kreis Sopron im Komitat Győr-Moson-Sopron. Sie ist von der Einwohnerzahl die kleinste Gemeinde des Kreises.

## Geografische Lage
Csér liegt 61 Kilometer südwestlich des Komitatssitzes Győr, 39 Kilometer südöstlich der Kreisstadt Sopron und 6 Kilometer westlich der Stadt Répcelak. Nachbargemeinden sind Iván, Csáfordjánosfa, Nagygeresd und Nemesládony.

## Geschichte
Im Jahr 1913 gab es in der damaligen Kleingemeinde 48 Häuser und 203 Einwohner auf einer Fläche von 527 Katastraljochen. Sie gehörte zu dieser Zeit zum Bezirk Csepreg im Komitat Sopron.

## Sehenswürdigkeiten
- Glockenturm (Harangláb)
- Sieben Seen, nördlich der Gemeinde gelegen

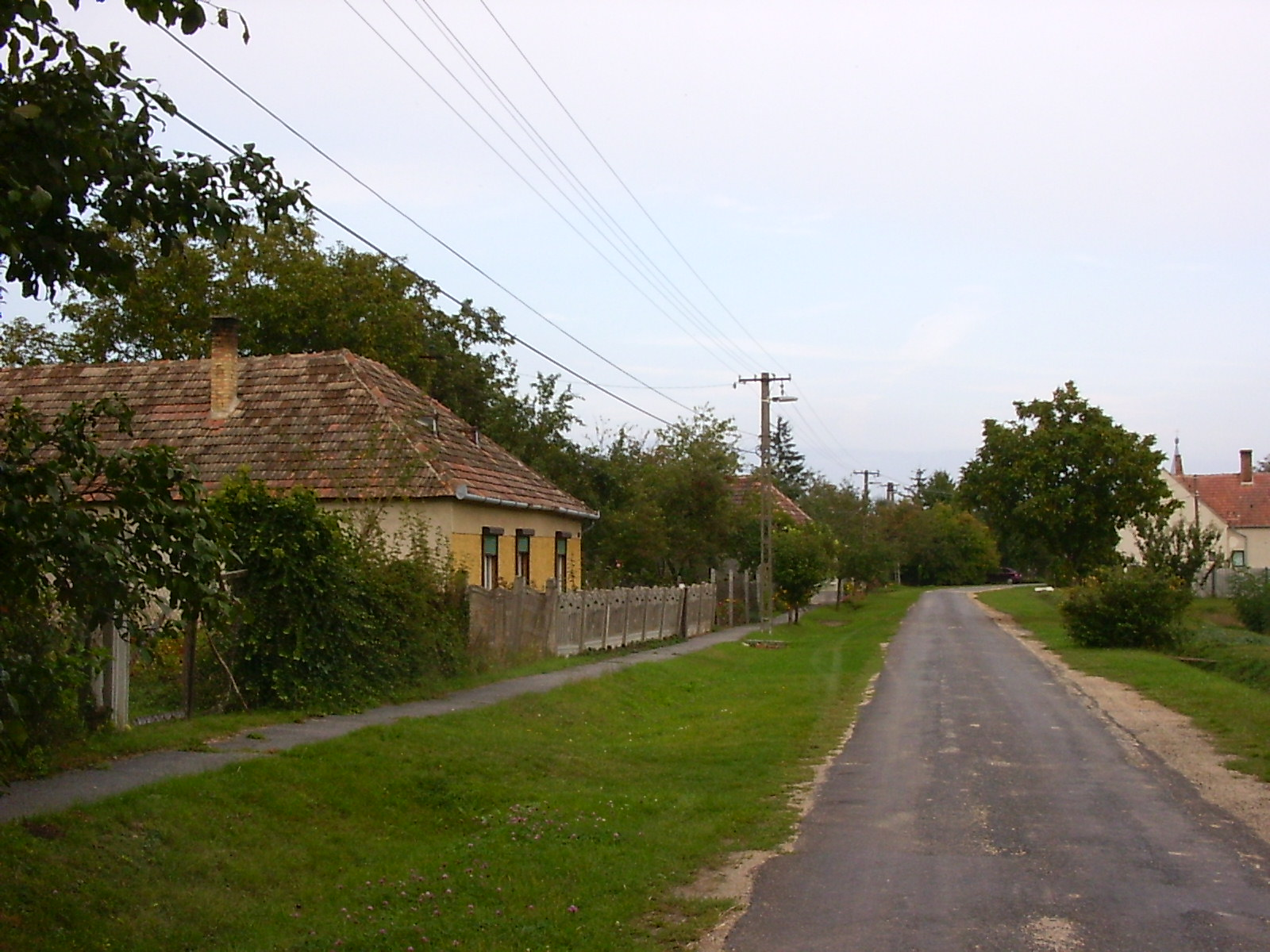
Hauptstraße (Fő utca)
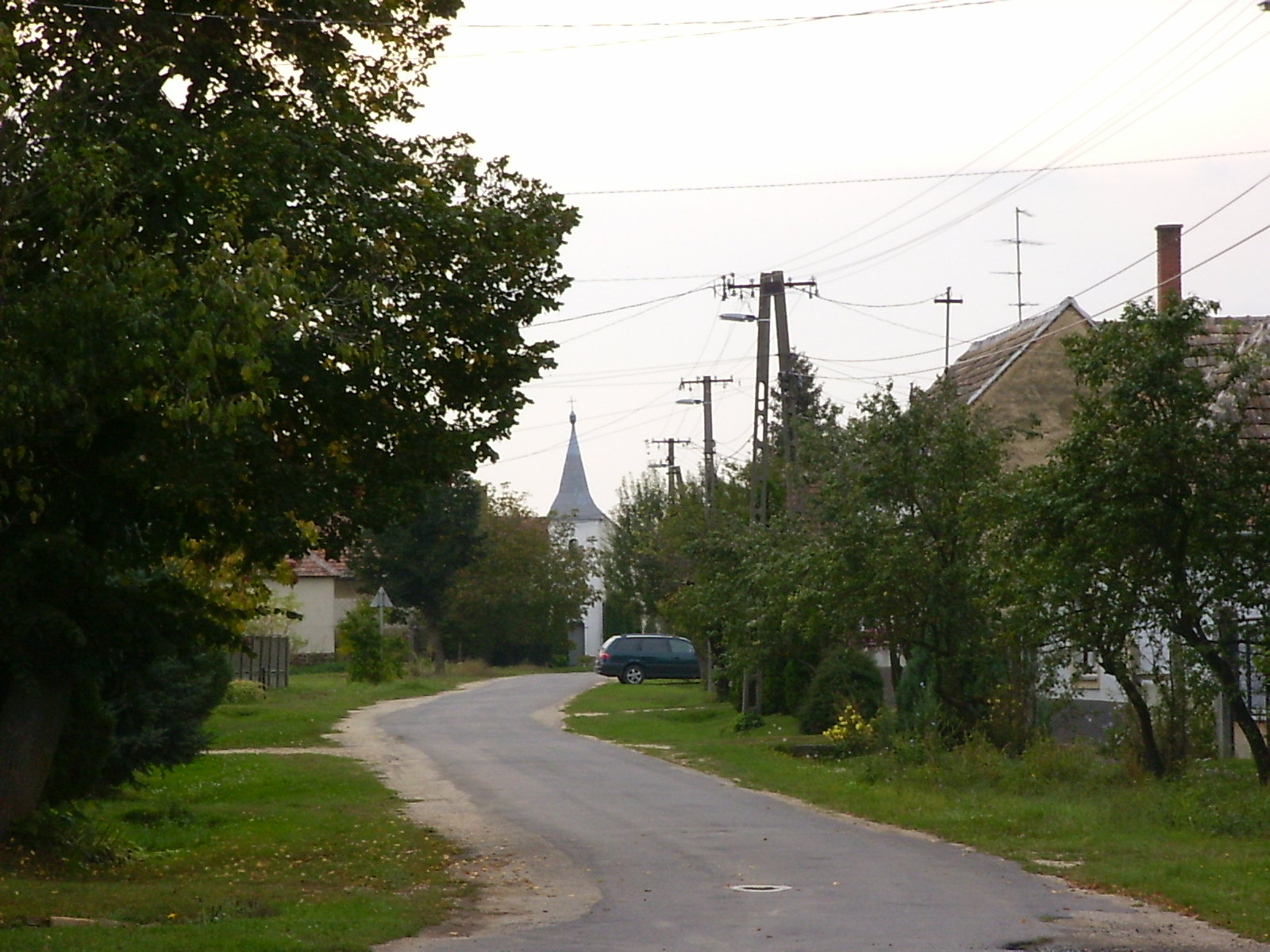
Hauptstraße mit Blick auf den Glockenturm
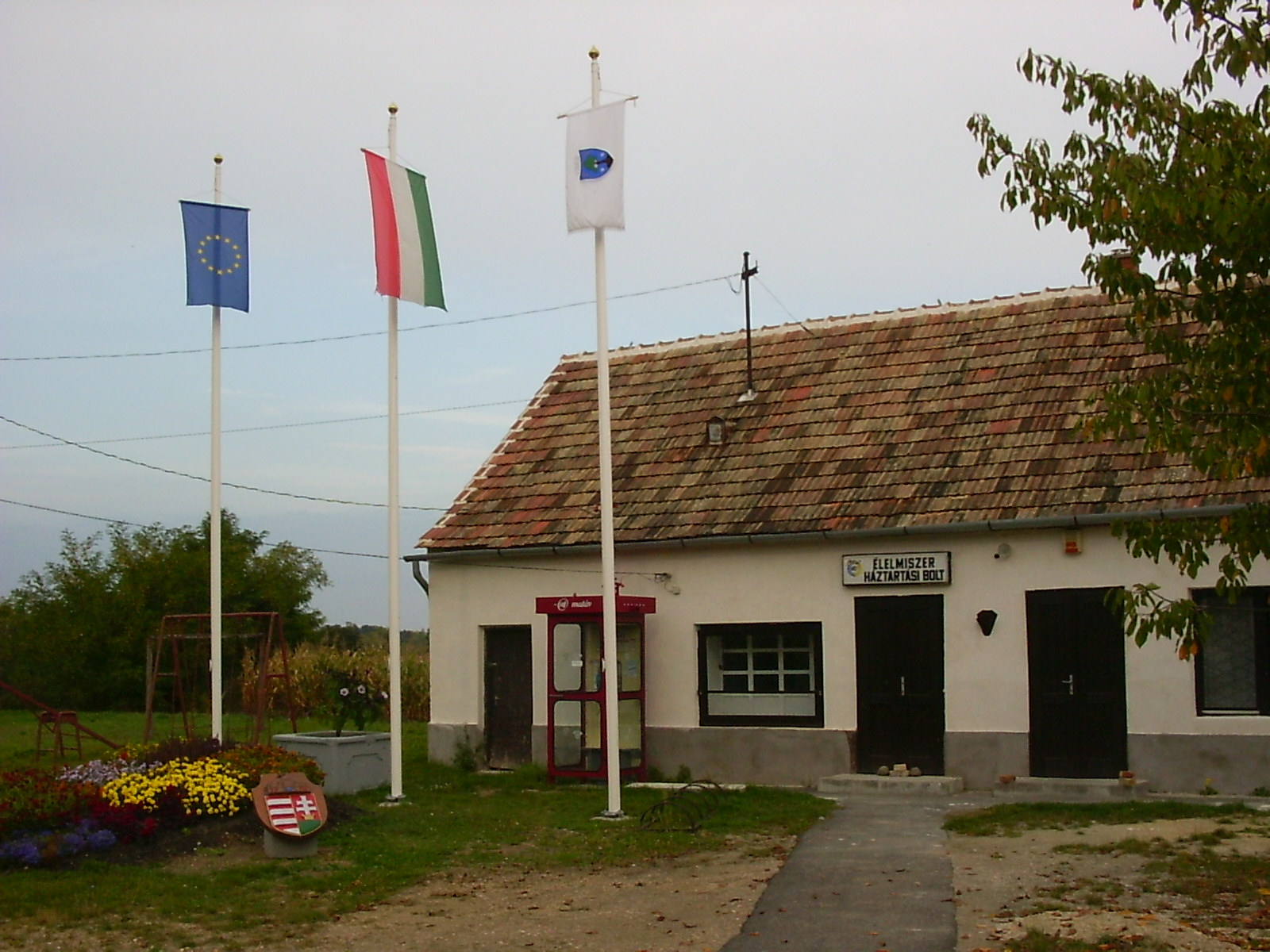
Gemischtwarenladen

## Verkehr
Csér ist nur über die Nebenstraße Nr. 86101 zu erreichen. Die nächstgelegenen Bahnhöfe befinden sich in Répcelak und südlich in Vasegerszeg. Es bestehen Busverbindungen nach Csáfordjánosfa, Csapod, Ebergőc, Iván, Kapuvár, Sopron und Újkér.